# Louise Dimanche
Louise Dimanche, var en fransktalande skådespelare, operasångerska och balettdansös. Hon var direktör för La Monnaie i Bryssel 1721-1722 och som sådan den första av sitt kön på den posten. 
Dimanche var medlem i de Grimberghs trupp. Hon uppträdde i baletten på La Monnaie 1715. Hon var sedan aktiv som dansare och sångare i Lille fram till 1718. Hon var där operasångerska och premiärdansös. Säsongen 1721-22 fungerade hon som direktör vid La Monnaie i Bryssel. Hon återvände sedan till teatern i Lille. 1729 var hon hovsångerska vid kungliga kapellet i Dresden. 1737-39 var hon åter aktiv i Bryssel. Hon var gift med sångaren Nicolas Demouchy och med komikern Jan-Nicolas Prevost.